# João Lourenço Rebelo
João Lourenço Rebelo (1610 – 16 de novembro de 1665) foi um cantor e compositor da corte de João IV de Portugal (1603–1656), sendo, sem dúvida, o mais genial e excêntrico compositor de música religiosa do Portugal seiscentista. Foi representante da segunda geração de compositores ibéricos que escreveram música policoral, depois de Guerrero, Garro, Lobo e outros.

## Biografia
Nasceu em Caminha, em 1609 ou em 1610, filho de João Soares Pereira e de Maria Lourenço Rebelo, contando-se entre os seus irmãos outro músico de valor, Marcos Soares Pereira.
Em 1624, com catorze anos, entrou como menino de coro ao serviço da capela ducal de Teodósio II, Duque de Bragança, no Paço Ducal de Vila Viçosa. Nesse palácio, o Duque de Bragança havia fundado o Colégio dos Santos Reis Magos, onde se formavam compositores que, por terem de apresentar os seus trabalhos perante um público (nobre) mais exigente do que os frequentadores das igrejas, produziam obras tecnicamente mais elaboradas, nomeadamente no campo vocal, já que a capela do palácio ducal dispunha de 24 cantores, enquanto nas igrejas não se escutavam mais do que 4 vozes.
Em 1630, é nomeado professor de música do filho do Duque, João II, 8° Duque de Bragança, futuro rei D. João IV de Portugal, o qual era somente seis anos mais velho que este. João Lourenço Rebelo continuou como músico e compositor, tornando-se mestre da capela ducal de Vila Viçosa. 
Após a Restauração da independência, em 1 de dezembro de 1640, e com a aclamação do rei D. João IV de Portugal, João Lourenço Rebelo foi transferido para a capela real, onde continuou a promover o interesse do rei pela música, e o seu talento como compositor.
A sua paixão pela música fez com que fosse um grande colecionador de manuscritos, impressões e partituras, tendo reunido a maior biblioteca de música do seu tempo, a qual seria totalmente perdida, um século mais tarde, nos escombros do terramoto de Lisboa.
Em 1646, João Lourenço Rebelo foi feito cavaleiro da Casa Real. Mais tarde, foi levado a comendador da Ordem de Cristo, uma posição com significativos benefícios financeiros.
João Lourenço Rebelo morreu no lugar da Apelação, em Loures, no dia 16 de novembro de 1661.

## Obras
João Lourenço Rebelo escreveu essencialmente música sacra, compôs vilancicos, hinos, salmos, um Te Deum e missas, uma das quais para 39 vozes em homenagem ao 39º aniversário de D. João IV. O registo de algum do seu trabalho perder-se-ia após o terramoto de Lisboa, em 1 de novembro de 1755. Nestas composições regala-nos com um extravagante estilo composicional semelhante ao de Gabrielli e Monteverdi, caso único na música portuguesa da época, dominada pelo modelo de Tomás Luís de Victoria. Tomando contacto, mesmo sem sair de Portugal, com técnicas e estilos de composição que floresciam noutros países, João Lourenço Rebelo valoriza o contributo de grandes coros (à maneira veneziana) e retira ao órgão a exclusividade do acompanhamento musical, inserindo neste a presença de instrumentos de sopro. 
Ao próprio rei (e, como se disse, ex-discípulo) era até do ponto de vista político conveniente ter na corte um compositor que transmitisse uma imagem moderna da música produzida e apresentada na capela do seu palácio, sendo curioso verificar que D. João IV levou a sua admiração e apoio ao ponto de redigir, em 1649, um tratado a que deu o nome de Defesa da música moderna contra a opinião errada do bispo Cyrilo Franco (opinião essa expressa um século antes...) e onde manifestava a intenção de patrocinar a impressão tipográfica da obra sacra de Lourenço Rebelo.
O compositor não parecia, todavia, compreender a importância que tal facto teria e levou anos a organizar todas as suas partituras, para que pudessem ser imprimidas. Dois dias antes de morrer, em Novembro de 1656, o rei deixa-lhe em testamento, a negociação de um contrato para que parte da sua obra (em especial a adaptação a música de salmos) seja dada à estampa na Itália, o que virá a acontecer com a publicação de “Psalmi tum vesperarum tum completarum, item Magnificat, Lamentaciones, para efetivos entre 4 e 14 vozes, cuja música data maioritariamente de entre 1635 e 1653, e inclui também dois motetes de D. João VI. Esta edição chegou às nossas mãos pela mão do padre Fortunato Santini, bibliografo oitocentista, que entre as obras manuscritas e editadas por ele colecionadas, incluiu felizmente um exemplar raro da obra. Pese a profunda admiração do rei, a escolha do país da publicação (Itália) terá também sido motivada por motivos políticos: tratar-se-ia de uma forma de pressão sobre o papado no sentido de que Portugal pudesse enfim ver reconhecida a sua independência pela Santa Sé, após o período de domínio espanhol.

## Edições Musicais (Partituras)
- Alegria, José Augusto (1982), Psalmi Tum Vesperarum, Tum Completorii: Item Magnificat Lamentationes e Miserere, [volume I], Portugaliae Musica, vol. XXXIX, Lisboa, Fundação Calouste Gulbenkian.

- Alegria, José Augusto (1982), Psalmi Tum Vesperarum, Tum Completorii: Item Magnificat Lamentationes e Miserere, [volume II], Portugaliae Musica, vol. LX, Lisboa, Fundação Calouste Gulbenkian.

- Alegria, José Augusto (1982), Psalmi Tum Vesperarum, Tum Completorii: Item Magnificat Lamentationes e Miserere, [volume III], Portugaliae Musica, vol. LXI, Lisboa, Fundação Calouste Gulbenkian.

- Alegria, José Augusto (1982), Psalmi Tum Vesperarum, Tum Completorii: Item Magnificat Lamentationes e Miserere, [volume IV], Portugaliae Musica, vol. LXII, Lisboa, Fundação Calouste Gulbenkian.

## Gravações
A sua obra foi objeto de edição moderna, pelo padre José Augusto Alegria, com as partituras publicadas pela Fundação Calouste Gulbenkian, e, por influência de Rui Vieira Nery, do subsequente registo em CD por prestigiados agrupamentos dedicados à música antiga (como The Sixteen, A Capella Portuguesa e o Huelgas Ensemble, que nas referidas Jornadas de Évora interpretou as “Lamentações de Jeremias” já por si gravadas).
- 1985 Joao Lourenco Rebelo And The Portugese Polyphony During The First Half Of The 17th Century. Huelgas-Ensemble, Huelgas-Schola, Paul Van Nevel (maestro), Lome Arme, TWI 330
- 1996 Sacred Music from Seventeenth Century Portugal Melgás / Rebelo. The Sixteen, Harry Christophers Collins Classics 1465 reissued as Coro 16020
- 1996 A Golden Age of Portuguese Choral Music. The Sixteen, Harry Christophers
- 2000 Rebelo: Vesper Psalms and Lamentations. Huelgas Ensemble, dir. Paul Van Nevel Sony Vivarte 53115